# الحرب الروسية اليابانية
اندلعت الحرب الروسية اليابانية بين عامي 1904 و 1905 بين الإمبراطورية الروسية وإمبراطورية اليابان، بسبب طموحات الدولتين التنافسية في منشوريا وكوريا. كانت أهم مسارح العمليات شبه جزيرة ليودونغ وموكدين في منشوريا الجنوبية والبحار المحيطة بكوريا، واليابان والبحر الأصفر.
سعت روسيا إلى إقامة ميناء بحري دافئ على المحيط الهادئ لقواتها البحرية وللتجارة البحرية. لم تعمل فلاديفوستوك إلا خلال الصيف، في حين عملت بورت آرثر -قاعدة بحرية في مقاطعة ليودونغ تُؤجّرها الصين لروسيا- طيلة العام. منذ نهاية الحرب الصينية اليابانية الأولى عام 1895، خَشيت اليابان من انتهاك روسيا لخططها الرامية إلى خلق مجال نفوذ في كوريا ومنشوريا. أظهرت روسيا سياسة توسّعية في الشرق الأقصى السيبيري بعد عهد إيفان الرهيب في القرن السادس عشر.
عرضت اليابان الاعتراف بالهيمنة الروسية في منشوريا، لأنها رأت في روسيا منافسًا لها، مقابل الاعتراف بكوريا باعتبارها ضمن مجال النفوذ الياباني. رفضت روسيا وطالبت بأن تكون كوريا الشمالية شمال خط الاستواء بـ 39 درجة منطقة عازلة محايدة بين روسيا واليابان. أدركت الحكومة اليابانية التهديد الروسي لخططها الرامية إلى التوسع إلى آسيا واختارت الذهاب إلى الحرب. بعد انهيار المفاوضات عام 1904، بدأت القوات البحرية اليابانية قتالًا عن طريق مهاجمة الأسطول الشرقي الروسي في بورت آرثر، الصين، في هجوم مفاجئ.
عانت روسيا عدة هزائم من اليابان، لكن كان القيصر نيكولاس الثاني مقتنعًا أن روسيا سوف تفوز وتختار الاستمرار في الحرب. في البداية، لانتظار نتائج معارك بحرية معينة، ولاحقًا للحفاظ على كرامة روسيا من خلال تجنب «السلام المذل». تجاهلت روسيا استعداد اليابان في وقت مبكر للموافقة على هدنة، ورفضت فكرة إحالة النزاع إلى محكمة التحكيم في لاهاي. انتهت الحرب بمعاهدة بورتسموث، بوساطة الرئيس الأمريكي ثيودور روزفلت. كان النصر الكامل الذي حققته المؤسسة العسكرية اليابانية بمثابة المفاجأة بالنسبة للعالم. حَولت العواقب ميزان القوى في شرق آسيا، ما أدى إلى إعادة تقييم دخول اليابان الأخير إلى الساحة العالمية. كان ذلك أول نصر عسكري كبير في العصر الحديث لقوة آسيوية على قوة أوروبية. وما زال العلماء يناقشون المغزى التاريخي للحرب.

## الخلفية التاريخية
سعت كل من الإمبراطورية الروسية والإمبراطورية اليابانية إلى توسيع مناطق نفوذها في شرق آسيا وقد وقعت الدولتان في أول الأمر اتفاقاً تم بموجبه إعلان كوريا منطقة محايدة، إلا أنه وبعد انتفاضة الأهالي في الصين (1898 م) أخذت روسيا تختلق الذرائع لتبرير احتلاها لـ«منشوريا» وتقدم قواتها إلى كوريا.
كانت اليابان قد قطعت شوطا كبيرا في تطوير صناعتها العسكرية وتحديث جيشها، عمل اليابانيون على الظهور بمظهر المخلص للشعوب الآسيوية من القوى الغربية. بعد توقيعها لإتفاقية تحالف مع بريطانيا عام 1902 رأت الحكومة اليابانية أن الفرصة مواتية للتحرك. قدمت اليابان طلبا رسمياً لروسيا حتى تسحب قواتها المتمركزة في منشوريا، رغم طول المفاوضات وإصرار اليابانيين رفض الروس.

## الاستعداد للحرب
اعادت اليابان سياستها في المنطقة وتحالفت مع بريطانيا عام1902 ضد روسيا وقامت بارسال آلاف الجنود اليابانيين إلى كوريا وبدأت بالاستعداد للحرب والتي لم يكن الروس مهيئين لها وخاصة ان أغلب فرقهم كانت في منطقة الغرب تتحارب مع العثمانيين.
حاصر اليابانيون الأسطول الروسي في ميناء لوشون وهاجموه في 8 فبراير عام1904 م.ثم قطعت اليابان العلاقات الدبلوماسية مع روسيا في 6 فبراير 1904م عام. وبعدها بيومين هاجم نائب الأدميرال هيها تشيرو توجو بأسطوله السفن الروسية في لوشون دون تحذير، وأعلنت اليابان الحرب على روسيا في 10 فبراير. لم يكن لدى الروس سوى حوالي ثمانين الف جندي منتشرين في منطقة الشرق فكان على روسيا أن تنقل إمدادات الجنود والمؤن مسافة 8,000كم من روسيا الغربية على سكة حديد سيبريا الذي لم يكن قد اكتمل بعد، كما أن روسيا قد أصابها الوهن والضعف من جرَّاء المشكلات الداخلية والخارجية التي كانت تعرضت لها في تلك الفترة والتي ادت إلى نشوب ثورة عام 1905م.
خسرت روسيا الحرب وقام بعدها الرئيس الأمريكي روزفلت بدعم من اليابان بتنظيم مؤتمر للسلام في بورتسموث بولاية نيو هامبشاير بالولايات المتحدة عام 1905م. وقد منحت معاهدة بورتسموث جزيرة سخالين الجنوبية لليابان، وأرغمت روسيا على سحب قواتها من منشوريا. كان على روسيا أن تعطي اليابان لوشون وليدا، وتركت لها كوريا، وكانت هزيمة روسيا في هذه الحرب من الأسباب الرئيسية لاندلاع ثورة 1905م في روسيا.

## حملة عام 1904

### سد ميناء آرثر بحريًا
حاول اليابانيون منع الروس من استخدام ميناء آرثر. خلال ليلة 13-14 فبراير، حاول اليابانيون سد مدخل الميناء بإغراق العديد من الصناديق الخرسانية في قناة المياه العميقة التي تؤدي إلى الميناء، إلا أنها غرقت على عمق شديد الانخفاض ولم يكُن منها أي جدوى. فشلت محاولة مماثلة لسد مدخل الميناء ليلة 3-4 مايو. في مارس، إذ تولى نائب الأميرال ماكاروف قيادة السرب الروسي الأول في المحيط الهادئ بنية كسر حصار ميناء آرثر.
في 12 أبريل 1904، انسحبت بارجتين مدرعتين روسيتين: بيتروبافلوفسك وبوبيدا، من الميناء ولكنهما اصطدمتا بمناجم يابانية قبالة ميناء آرثر. غرقت بيتروبافلوفسك على الفور، وكان لا بد من سحب بوبيدا مجددًا إلى الميناء لإجراء إصلاحات شاملة. توفي الأميرال ماكاروف، وهو أكثر استراتيجيي القوات البحرية الروسية خبرة في الحرب، غرقًا على متن البارجة الحربية بيتروبافلوفسك.
في 15 أبريل 1904، هددت الحكومة الروسية بالقبض على مراسلي الحرب البريطانيين الذين أبحروا بسفينة إس إس هيمون إلى مناطق الحرب لتقديم تقرير لصحيفة التايمز التي تتخذ من لندن مقرًا لها، بحجة قلقها إزاء إمكانية تخلي البريطانيين عن المواقع الروسية لصالح الأسطول الياباني.
سرعان ما تعلم الروس التكتيك الياباني ووظفوا ما تعلموه في زراعة الألغام الهجومية. في 15 مايو 1904، جرى إغراء سفينتين حربيتين يابانيتين، ياشيما وهاتسوز، في حقل ألغام روسي مزروع مؤخرًا قبالة ميناء آرثر، إذ اصطدمت كل منهما بما لا يقل عن لغمين. غرقت هاتسوز في غضون دقائق، حاملة 450 بحارًا على متنها، في حين غرقت ياشيما أثناء عملية سحبها باتجاه كوريا لإجراء الإصلاحات. في 23 يونيو 1904، فشلت محاولة السرب الروسي بكسر الحصار، وذلك بقيادة الأدميرال ويلغلم فيتغيفت. بحلول نهاية الشهر، أطلقت قوات المدفعية اليابانية القذائف على الميناء.

### حصار ميناء آرثر
بدأ حصار ميناء آرثر في أبريل 1904، حيث بذلت القوات اليابانية العديد من المحاولات المتمثلة بالاعتداءات الأمامية على قمم التلال المحصنة التي تطل على الميناء، إلا أنها هُزمت وتكبدت خسائر كبيرة. بيد أن اليابانيين تمكنوا في نهاية المطاف، باستخدام مدافع هاوتزر من عيار 11 بوصة (280 ملم)، من الاستيلاء على حصن التلال الرئيسي في ديسمبر 1904. بالتواصل مع مراقب في تلك المنطقة، تمكنت القوات اليابانية من قصف الأسطول الروسي، الذي لم يتمكن من الانسحاب بسبب وجود مدفعية برية يصعب رصدها على الجانب الآخر من قمة التلال، ولم يتمكن الروس من الإبحار لمواجهة أسطول الحصار، بل لم يرغبوا بذلك. أُغرقت أربعة سفن حربية روسية وطرادتين على التوالي، وأُغرقت السفينة الحربية الخامسة والأخيرة بعد بضعة أسابيع. غرقت بذلك جميع السفن الرئيسية التابعة للأسطول الروسي في المحيط الهادئ. قد يكون ذلك المثال الوحيد في التاريخ العسكري على تحقيق مدفعية برية هذا القدر من الدمار ضد سفن حربية رئيسية.
في الوقت ذاته، فشلت محاولات أخرى تهدف إلى تخفيف وطأة الحصار على المدينة البرية، وبعد معركة لياويانغ في أواخر أغسطس، تراجعت القوة الروسية الشمالية التي يُرجح أنها تمكنت من تخفيف أثر حصار ميناء آرثر إلى موكدن (شنيانغ). يعتقد اللواء أناتولي ستيسل، قائد حامية ميناء آرثر، أن الغرض من الدفاع عن المدينة لم يكُن له جدوى عقب تدمير الأسطول. عمومًا، عانى المدافعون الروس من خسائر مفرطة في كل مرة تعرضوا فيها لهجوم ياباني. على وجه الخصوص، انفجرت عدة ألغام كبيرة مزروعة تحت الأرض في أواخر ديسمبر، ما أسفر عن الاستيلاء على العديد من المناطق الموجودة على الخط الدفاعي. لذلك قرر ستيسل الاستسلام للجنرالات اليابانيين في 2 يناير 1905. اتخذ قراره دون التشاور مع الموظفين العسكريين الآخرين الحاضرين، أو مع القيصر والقيادة العسكرية، إذ لم يوافق أي منهم على هذا القرار. أدانت المحكمة العسكرية ستيسل في عام 1908 وحُكم عليه بالإعدام بتهمة الدفاع غير الكفء ولعصيان الأوامر. جرى العفو عنه في وقت لاحق.

### التحالف الاستخباراتي الإنجليزي الياباني
تعاونت الاستخبارات البريطانية واليابانية ضد روسيا بموجب التحالف الإنجليزي الياباني، حتى قبل قيام الحرب. خلال الحرب، اعترضت قواعد الجيش الهندي في مالايا والصين في كثير من الأحيان المراسلات اللاسلكية والبرقية المتعلقة بالحرب، وتمكنت من قراءتها ومشاركتها مع اليابانيين. تبادل اليابانيون المعلومات مع البريطانيين حول روسيا ضمن مراسلات نقلها أحد المسؤولين البريطانيين الذي كتب عن جودة عمل المخابرات اليابانية الممتازة. على وجه الخصوص، جمعت الاستخبارات البريطانية واليابانية الكثير من الأدلة التي تشهد على دعم ألمانيا لروسيا في الحرب في محاولة لإخلال توازن القوى في أوروبا، ما أدى إلى أن تصعيد قلق المسؤولين البريطانيين إزاء ألمانيا باعتبارها تهديد للنظام الدولي.

### معركة نهر يالو (1904)
على النقيض من الاستراتيجية اليابانية المتمثلة في الاستيلاء السريع على الأرض للسيطرة على منشوريا، ركزت الاستراتيجية الروسية على اتخاذ تدابير تأخير القتال في سبيل كسب الوقت اللازم لوصول التعزيزات عبر السكك الحديدية العابرة لسيبيريا، والتي لم تكن كاملة بالقرب من إيركوتسك في ذلك الوقت. في 1 مايو 1904، نشبت أول معركة برية رئيسية خلال الحرب، معركة نهر يالو، حيث اقتحمت القوات اليابانية موقعًا روسيًا بعد عبور النهر. كان لهزيمة الكتيبة الروسية الشرقية دور في إلغاء معتقدات الروس بأن اليابانيين عدو السهل، وأن الحرب ستكون قصيرة، وأن روسيا ستنتصر انتصارًا ساحقًا. كانت هذه المعركة كذلك الأولى منذ عقود حيث انتصرت فيها القوات الآسيوية على الأوروبية وبرهنت على عجز روسيا عن مضاهاة براعة اليابان العسكرية. تقدمت القوات اليابانية نحو البر في عدة مواطن على ساحل منشوريا، وجرت سلسلة من الاشتباكات التي دفعت الروس مرة أخرى نحو ميناء آرثر. تكبد اليابانيون في المعارك اللاحقة، بما في ذلك معركة نانشان في 25 مايو 1904، خسائر فادحة جراء مهاجمة المواقع الروسية القائمة.

### معركة البحر الأصفر
بعد وفاة الأدميرال ستيبان ماكاروف أثناء حصار ميناء آرثر في أبريل 1904، جرى تعيين الأدميرال ويلغلم فيتغفت قائدًا لأسطول المعركة وتلقى توجيهات بتشكيل جيش في ميناء آرثر ونشر قواته في فلاديفوستوك. رفع ويلغلم العلم الروسي على بارجة تسيساريفيتش البحرية فرنسية الصنع، وشرع بقيادة ست سفن حربية وأربعة طرادات و14 قارب طوربيد مدمر في البحر الأصفر في مطلع صباح العاشر من أغسطس 1904. كان في انتظاره الأدميرال توغو وأسطوله المكون من أربعة مراكب حربية و10 طرادات و18 قارب طوربيد مدمر.
نحو الساعة 12:15، تمكنت أساطيل السفن الحربية من رصد بعضها البعض، وفي الساعة 13:00، تقاطع أسطولي توغو وويلغلم، وشرعا بقصف بعضهما بالمدفعية الرئيسية على مدى بلغ نحو ثمانية أميال، والذي كان الأطول على الإطلاق حتى ذلك الوقت. استمرت السفن الحربية بتحطيم بعضها البعض لنحو ثلاثين دقيقة حتى بلغت المسافة الفاصلة بينهما أقل من أربعة أميال وبدأت في جلب مدفعياتها الثانوية إلى ساحة المعركة. في الساعة 18:30، أصابت إحدى ضربات السفن الحربية التابعة بقيادة توغو سفينة فيتغيفت الرئيسية، ما أدى إلى مقتله على الفور.
انحرفت بارجة تسيساريفيتش عن مسارها بسبب الضغط الذي تعرض له موقع القيادة وقتل الأميرال، ما أدى إلى حدوث ارتباك في صفوف القوات على متنها. مع ذلك، صمم توغو على إغراق سفينة القيادة الروسية واستمر في قتل الروس، إلا أن سفينة الشحن ريتفيزان، والمصنوعة في الولايات المتحدة، تمكنت من إنقاذ سفينة القيادة الروسية، إذ نجح قبطانها في تحويل نيران توغو نحوه بدلًا من القيادة الروسية. علم توغو بوجود تعزيزات حربية قادمة من روسيا (أسطول البلطيق)، واختار عدم المجازفة بأسطوله الحربي وعدم ملاحقة عدوه أثناء تراجعه إلى ميناء آرثر وعودته إليه، منهيًا بذلك أطول قتال مسلح في التاريخ البحري حتى ذلك الوقت وأول اصطدام حديث لأساطيل السفن الحربية الفولاذية على ميناء آرثر.

### إعادة نشر أسطول البلطيق
في هذه الأثناء، استعد الروس لتعزيز أسطول الشرق الأقصى من خلال إرسال أسطول البلطيق، بقيادة الأدميرال زينوفي روزهستفينسكي. تعرض الأسطول في بادئ الأمر إلى العديد من المشاكل في المحركات وغيرها من الحوادث، إلا أنه غادر في نهاية المطاف بتاريخ 15 أكتوبر 1904، وأبحر في عرض البحر حول العالم شاقًا طريقه من بحر البلطيق إلى المحيط الهادئ مرورًا بطريق كيب حول رأس الرجاء الصالح خلال فترة استمرت سبعة أشهر حازت على انتباه العالم أجمع. كادت أن تتسبب حادثة بحر الشمال في 21 أكتوبر 1904 بإشعال حرب مع المملكة المتحدة (التي كانت حليفة لليابان، ولكنها محايدة طالما لم تتعرض للاستفزاز)، حيث أطلق الأسطول الروسي النار على قوارب الصيد البريطانية التي تصور أنها تابعة لقوارب طوربيد العدو. خلال الرحلة، انقسم أسطول البلطيق إلى قسمين، عبر الأول قناة السويس بينما استمرت السفن الحربية الكبيرة بالانعطاف حول رأس الرجاء الصالح.

## الحرب
بدأت الحرب بهجوم ياباني مباغت للأسطول الروسي المتمركز في ميناء «بورت آرثر» في «منشوريا»، والذي كانت تحت سيطرة القوات الروسية، ثم أعلنت الحكومة اليابانية رسميا الحرب على روسيا يوم العاشر من شهر فبراير من عام 1904.
دحر الأسطول الياباني القوات البحرية الروسية في أول مواجهة بينهما في «تسوشيما». أما على البر فرغم تقدمها، إلا أن القوات اليابانية تكبدت خسائر فادحة. لم يتردد الطرفان المتصارعان في قبول عرض الوساطة التي طرحه الرئيس الأمريكي «تيودور روزفلت»، انتهت الحرب مع توقيع اتفاقية «بورتسمث» (في «نيو هامبشير» الولايات المتحدة الأمريكية).
دامت الحرب أكثر مما كان مخططاً له، وكانت حصيلة الخسائر المادية والإنسانية مرتفعة على الرغم من خروج اليابان منتصرة من هذه الحرب.
بموجب اتفاقية «بورتسمث» والتي تم توقيعها في 5 سبتمبر 1905 قامت روسيا بسحب قواتها المتواجدة في كوريا كما ضمت اليابان جنوب شبه جزيرة ساخالين، كما أنتقلت إليها العديد من الحقوق الروسية في الصين على غرار الامتيازات التجارية في شبه جزيرة «لياودونغ»، ومد خط سكة الحديد في جنوب منشوريا واستغلال مناجم الفحم في «فوشون».

## تحديث اليابان
بعد تجديد ميجي في عام 1868، سعت حكومة ميجي إلى استيعاب الأفكار الغربية، والتقدم التكنولوجي. وبحلول أواخر القرن التاسع عشر، تحولت اليابان إلى دولة صناعية حديثة. رَغِبَ اليابانيون أن يُعترَف بهم كقوى متساوية مع القوى الغربية. كان القصد من تجديد ميجي هو جعل اليابان دولة حديثة، ليس دولة غربية، وكانت اليابان قوة إمبريالية تتطلع إلى التوسع الخارجي.

## ضغط من الناس
في عام 1884، شجّعت اليابان انقلابًا في كوريا نفذه فصيل إصلاحي موالٍ لليابان، الأمر الذي أدى إلى مطالبة الحكومة المحافظة الصين بالمساعدة، ما أدى إلى اشتباك بين الجنود الصينيين واليابانيين في سول. في ذلك الوقت، لم تشعر طوكيو بأنها مستعدة لخوض حرب مع الصين، وانتهت الأزمة باتفاقية تيانجين، والتي تركت كوريا بقوة أكبر في مجال النفوذ الصيني، ما أعطى اليابانيين الحق في التدخل في كوريا. طوال الثمانينيات وأوائل تسعينيات القرن التاسع عشر، كانت الحكومة في طوكيو تتعرض للانتقاد بشكل منتظم لعدم كونها عدوانية كفايةً في كوريا، الأمر الذي دفع المؤرخ الياباني ماساو ماروياما إلى كتابة التالي:
«على الرغم من كون اليابان خاضعة لضغوط من القوى العظمى، إلا أنها تمارس الضغط على البلدان الأضعف، وهي مثال واضح لظاهرة الانتقال أو التحويل النفسيّة. وفي السياق نفسه، كان من الملاحظ والمميّز منذ فترة فيجي، صدور مطالب السياسة الخارجية الصارمة من عامة الشعب، أي أولئك الذين يتعرضون للقمع في الوطن».

## إعلان الحرب
أصدرت اليابان إعلانًا للحرب في 8 فبراير عام 1904. ولكن قبل ثلاث ساعات من استقبال الحكومة الروسية لإعلان الحرب من قبل اليابان، وبدون تحذير، هاجمت القوات البحرية للإمبراطورية اليابانية الأسطول الروسي في أقصى الشرق في بورت آرثر.
فوجئ القيصر نيكولاس الثاني بأنباء الهجوم. لم يستطع التصديق بأن اليابان سوف ترتكب عملًا من أعمال الحرب دون إعلان رسمي، وأكدّ له وزراؤه أن اليابانيين لن يقاتلوا. وعندما جاء الهجوم، وفقًا لما ذكره سيسيل سبرينغ رايس، السكرتير الأول في السفارة البريطانية، شعر القيصر بالارتياب.
أعلنت روسيا الحرب على اليابان بعد ثمانية أيام. وردًّا على ذلك، أشارت اليابان إلى الهجوم الروسي على السويد عام 1809 بدون إعلان رسمي للحرب، على الرغم من أن شرط التوسط في النزاعات بين الدول قبل البدء بالأعمال العدائية قد أصبح قانونًا دوليًا في عام 1899، ومرة أخرى في عام 1907، مع اتفاقيتي لاهاي لعامي 1899 و1907.
كانت إمبراطورية تشينغ تُفضل الموقف الياباني وحتى إنها قدمت المساعدات العسكرية، ولكن اليابان رفضت ذلك. ومع ذلك أرسل يوان شيكاي مبعوثين إلى الجنرالات اليابانيين عدة مرات لتسليم المواد الغذائية والمشروبات الكحولية. وقد انضم سكان منشوريا الأصليين إلى الحرب على كلا الجانبين كقوات مستأجرة.

## حملة عام 1904
حُصنت بورت آرثر، في مقاطعة ليودونغ في جنوب منشوريا، بقاعدة بحرية كبيرة من قبل الجيش الإمبراطوري الروسي. بما أن اليابان تحتاج السيطرة على البحر من أجل شن الحرب على البر الرئيسي الآسيوي، فإن الهدف العسكري الأول لليابان كان تحييد الأسطول الروسي في بورت آرثر.

### معركة بورت آرثر
في ليلة 8 فبراير عام 1904، شنّ الأسطول الياباني تحت قيادة الأدميرال «توغو هيهاتشيريو»، الحرب فجأةً مع قارب طوربيد مدمر على السفن الروسية في بورت آرثر. ألحق الهجوم أضرارًا كبيرة بتيساريفيتش وريتفيزان، وأثقل السفن الحربية في أقصى شرق روسيا، وطوافة بلادا التي يبلغ وزنها 6600 طن. في الصباح التالي تطورت هذه الهجمات إلى معركة بورت آرثر، ثم أعقب ذلك سلسلة من الاشتباكات البحرية غير الحاسمة، إذ عجز الأدميرال توغو عن مهاجمة الأسطول الروسي بنجاح حيث كان محميًا ببطاريات الميناء الساحلية. وكان الروس عازفين عن مغادرة الميناء إلى البحر المفتوح، خاصةً بعد وفاة الأدميرال ستيبان أوسيبوفيتش ماكاروف في 13 أبريل عام 1904. ورغم أن المعركة الفعلية التي دارت رحاها في بورت آرثر لم تكن حاسمة، إلا أن الهجمات الأوليّة كانت ذات تأثير نفسي مدّمر على روسيا، التي كانت واثقة من احتمال الحرب. استولى اليابانيون على المبادرة بينما انتظر الروس في الميناء.
وفرّت هذه الالتزامات الغطاء للهبوط الياباني بالقرب من انشيون في كوريا. احتل اليابانيون هانسيونج من انشيون ثم بقية كوريا. وبحلول نهاية أبريل، كان الجيش الإمبراطوري الياباني تحت حكم كوروكي تاميموتو على استعداد لعبور نهر يالو إلى منشوريا المُحتلة من قبل روسيا.

## حملة عام 1905

### معركة سانديبو
هاجم الجيش الروسي الثاني بقيادة الجنرال أوسكار غريبينبرغ، في الفترة ما بين 25 و29 يناير، الجانب اليساري الياباني بالقرب من بلدة سانديبو، وكادوا أن يمُروا. الأمر الذي فاجأَ اليابانيين. ولكن بدون دعم من قوات روسية أخرى توقف الهجوم. أُمر كروباتكين بالتوقف ولم تكن المعركة حاسمة. أدرك اليابانيون أنهم في حاجة إلى تدمير الجيش الروسي في منشوريا قبل وصول تعزيزات روسية عبر السكك الحديدية العابرة لسيبيريا.

### معاهدة بورتسموث
اتّفق القادة العسكريون وكبار المسؤولين القياديين قبل الحرب، على أن روسيا دولة قوية جدًا ولم يكن لديها إلا القليل لتخافه من الوافد الشرقي. أدهشت الحماسة المتعصبة للجنود المشاة اليابانيين الروس، الذين ارتعبوا من الفتور والتخلف والانهزامية لجنودهم. وقد زعزعت هزائم الجيش والقوات البحرية الثقة الروسية. خلال عام 1905، اهتزت الإمبراطورية الروسية بفعل الثورة. وكان السكان ضد تصعيد الحرب. كانت الإمبراطورية قادرة بالتأكيد على إرسال المزيد من القوات، لكن ذلك لن يُحدث أثرًا يُذكر في النتيجة بسبب الحالة الاقتصادية السيئة، وهزائم الجيش الروسي والبحرية الروسية المُحرِجة من قبل اليابانيين، فضلًا عن ذلك فإن عدم الأهمية النسبية التي تمثلها الأراضي المُتنازع عليها بالنسبة لروسيا جعل الحرب غير شهيرة إطلاقًا. انتُخب القيصر نيكولاس الثاني للتفاوض على السلام حتى يتمكن من التركيز على المسائل الداخلية بعد كارثة يوم الأحد الدامي بتاريخ 9 يناير عام 1905.
قَبِلَ الجانبان عرض الرئيس الأمريكي ثيودور روزفلت بدخوله كوسيط. عُقدت الاجتماعات في بورتسموث، نيو هامبشر، مع سيرجي ويت قائدًا للوفد الروسي والبارون كومورا قائدًا للوفد الياباني. وُقّعت معاهدة بورتسموث في 5 سبتمبر عام 1905 في ساحة بورتسموث للسفن البحرية وأصبح ويت رئيسًا لوزراء روسيا في نفس العام.